# Aleksiej Tołstoj (1883–1945)

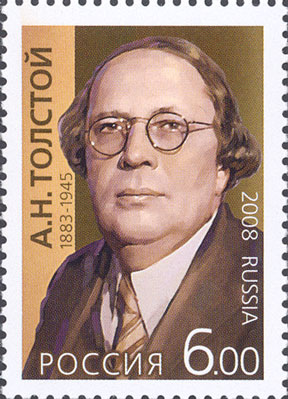
Aleksiej Tołstoj na rosyjskim znaczku pocztowym z 2008 roku

Aleksiej Nikołajewicz Tołstoj (ros. Алексей Николаевич Толстой; ur. 29 grudnia 1882?/10 stycznia 1883 w Nikołajewsku, zm. 23 lutego 1945 w Moskwie) – rosyjski pisarz, dramaturg i publicysta. Przedstawiciel nurtu realistycznego, pisał również utwory w konwencji socrealizmu (Czarne złoto), powieści fantastyczno-naukowe (Aelita, Związek pięciu) oraz dramaty, często o tematyce historycznej.

## Życiorys
Był propagandzistą komunistycznym, idealizował Stalina jako następcę Piotra Wielkiego. W latach 1917–1923 przebywał za granicą. Był również członkiem Komitetu Wszechsłowiańskiego w Moskwie, jednym z najgorętszych zwolenników utworzenia Komitetu, z inspiracji władz ZSRR zaangażowany w program antyfaszystowskiego frontu narodów słowiańskich i połączenia idei słowiańskiej z ideą internacjonalizmu proletariackiego.
W 1944 wszedł w skład nadzwyczajnej komisji Nikołaja Burdenki, której celem było sfabrykowanie dowodów i udowodnienie tezy, że za zbrodnię katyńską odpowiedzialności nie ponoszą Sowieci, lecz Niemcy.
Najbardziej znany jako autor Drogi przez mękę (1922–1941), trylogii rozgrywającej się w czasach rewolucji październikowej i poświęconej losom inteligencji.
Aleksiej Nikołajewicz Tołstoj był synem hrabiego Nikołaja Tołstoja i Aleksandry z domu Turgieniew. Jego matka uciekła z kochankiem Aleksym Apollonowiczem Bostromem, będąc w drugim miesiącu ciąży. Pisarz wychował się bez kontaktu z rodziną Tołstojów, odziedziczył jednak 30 000 rubli i nazwisko. Jego wnuczką jest pisarka Tatiana Tołstoj.
Iwan Bunin przedstawił życiorys pisarza w tekście Trzeci Tołstoj opublikowanym m.in. w Gazecie Wyborczej w 2007.
Spoczywa pochowany na Cmentarzu Nowodziewiczym w Moskwie.

## Twórczość
- Dziwacy (1911)
- Kulawy książę (1912)
- Ciemiężcy (1913) – dramat
- Parowy (1913)
- Gołąbka (1915) – dramat
- Dzieciństwo Nikity (1918)
- Zstąpienie do piekła (1920)
- Aelita (Kobieta o błękitnej twarzy) (1922-1923) – powieść fantastyczna wyrosła z inspiracji twórczością H.G. Wellsa
- Przygody Niewzorowa, czyli Ibikus (1926) – rozprawa z emigracją rosyjską
- Błękitne miasta i inne opowiadania (1925)
- Związek pięciu (1925) – powieść fantastyczna
- Rasputin (1926, razem ze Szczegolewem)
- Eksperyment inżyniera Garina (1925-1927) – powieść fantastyczna
- Rok 1918 (1928)
- Żmija (1928)
- Czarne złoto (1931) – pamflet na rosyjską emigrację
- Złoty kluczyk, czyli niezwykłe przygody pajacyka Buratino (1936)
- Droga przez mękę (1922-1941)
  - tom 1.: Siostry (1922)
  - tom 2.: Rok osiemnasty (1928)
  - tom 3.: Pochmurny ranek (1941)
- Chleb. Obrona Carycyna (1937)
- Iwan Groźny (1941-1943)
- Piotr Pierwszy (1929-1945)
- Emigranci
- Piękna nieznajoma i inne opowiadania
- Podcięte skrzydła